# هوندا برافو
هوندا برافو(بالإنجليزية: Honda Bravo)‏ هي دراجة نارية من تصنيع هوندا.